# Hessisches Staatsballett
Das Hessische Staatsballett ist eine Ballettkompanie, die im Jahr 2014 gegründet wurde. Sie deckt in den beiden hessischen Staatstheatern Wiesbaden und Darmstadt die jeweilige Ballettsparte ab. Träger sind das Land Hessen sowie die Städte Darmstadt und Wiesbaden. Der feste Kern des Ensembles setzt sich aus 28 Tänzerinnen und Tänzern sowie einem Leitungsteam zusammen.

## Geschichte
Die Entstehung des Hessischen Staatsballetts geht auf eine Initiative von Uwe Eric Laufenberg, Intendant am Staatstheater Wiesbaden, und Karsten Wiegand, Intendant am Staatstheater Darmstadt zurück. Mit Beginn ihrer Intendantentätigkeit im Jahr 2014 vereinbarten sie, ihre Tanzsparten zusammenzulegen und zwei eigene Tanzensembles mit insgesamt 40 festangestellten Tänzerinnen und Tänzern durch das gemeinsame Hessische Staatsballett zu ersetzen. Die enge Kooperation geht auf einen Vertrag aus den siebziger Jahren zurück, in dem die Möglichkeiten zur Zusammenarbeit zwischen beiden Häusern geregelt sind. Das Konzept des Hessischen Staatsballetts sieht zum einen Handlungsballette durch den festangestellten Chefchoreografen sowie die Einstudierung von Stücken mit Gastchoreografen aus aller Welt vor. Darüber hinaus lädt das Hessische Staatsballett internationale Tanzschaffende bzw. Kompanien zu Gastspielen ein. Damit soll das Publikum in Darmstadt und Wiesbaden eine größere Bandbreite des zeitgenössischen Tanzes erleben können. Entsprechend bestand schon der erste Ballettabend des Hessischen Staatsballetts (2014/15) unter dem Titel „Aufwind“ aus drei Teilen mit Stücken von Tim Plegge, Richard Siegal und Alexander Ekman.
Über die Repertoire-Vorstellungen sowie Gastspiele und Residenzen hinaus bietet das Hessische Staatsballett eine Reihe von Veranstaltungen und Workshops im Bereich der Tanzvermittlung an. Zielgruppe sind Menschen mit und ohne Vorkenntnisse im Tanz.
Als Ballettdirektor und Chefchoreograf wurde mit Gründung des Hessischen Staatsballetts Tim Plegge verpflichtet. Zu den von ihm kreierten abendfüllenden Handlungsballette zählen die Stücke Aschenputtel, Sommernachtstraum, Kaspar Hauser, Eine Winterreise, Fake und Der Nussknacker. Plegge rief darüber hinaus mehrere Partizipationsprojekte ins Leben, an denen auch interessierte Laientänzerinnen und -tänzer mitwirken können (u. a. Odyssee_21).
Bruno Heynderickx bekleidet seit der ersten Spielzeit das Amt des Kurators und stellvertretenden Ballettdirektors; in dieser Funktion gestaltet er das Programm der Gastspiele und Residenzen des Hessischen Staatstheaters. Zur Spielzeit 2020/21 übernahm Heynderickx die Ballettdirektion, da sich der bisherige Direktor Tim Plegge stärker der choreografischen Arbeit widmen wollte.

## Gastchoreografen
Als Gastchoreografen in Residenzen konnte das Hessische Staatsballett unter anderem Itzig Galili, Marco Goecke, Marcos Morau, Damien Jalet, Richard Siegal, Alexander Ekman, Itamar Serussi, Crystal Pite, Václav Kunes, Cayetano Soto, Wayne McGregor, Hofesh Shechter, Alejandro Cerrudo, Jeroen Verbruggen, Bryan Arias, Marguerite Donlon, Ramon John, Ohad Naharin, Wubkje Kuindersma, Xin Xi, Katarzyna Kozielska, Sita Ostheimer und Edward Clug gewinnen.

## Gastspiele
Auf Einladung des Hessischen Staatsballetts gastierten bereits das Nederlands Dans Theater 2, Rianto und Surjit Nongmeikapam, Melk Prod, Spitfire Company, Leineroebana, La Veronal, Hofesh Shechter Company, Balé da Cidade de Sao Paulo, Companhia Nacional de Bailado, Dorrance Dance, Jan Martens, Compagnie XY, Ayelen Parolin, L-E-V, Compagnie Kadidi, Candoco Dance Company, Cocoondance, Eun-Me Ahn, Leonid Yacobson Ballet, Balletto di Roma, Cie Philippe Saire, Nadia Beugré, Batsheva Dance Company, Chunky Move, Sol Dance Company, Compagnie MAD, Aloalii Tapu, La Intrusa, Cie Lanabel, MichaelDouglas Kollektiv, Cie Nicole Seiler, Cie Himé, Les Ballets C de la B, Ballet du Grand Théatre de Geneve, die GöteborgOperans Danskompani, das Bayerische Juniorballett München und das Alonzo King Lines Ballet auf den Bühnen in Wiesbaden und Darmstadt.

## Sonstiges
Das Hessische Staatsballett gastierte mehrfach auf in- und ausländischen Bühnen, darunter in Ludwigsburg, Innsbruck, Santander, Pamplona, Valladolid und Belgrad.
Im Oktober 2017 wurde der Verein „Freunde des Hessischen Staatsballetts“ gegründet. Ziel des Vereins ist, das Ensemble zu unterstützen, die Arbeit des Staatsballetts zu begleiten und die Tanzkunst in der Region zu fördern.
Die Tänzerinnen und Tänzer der Compagnie selbst erhalten mit dem Format „Startbahn“ die Möglichkeit, eigene Choreografien mit dem Hessischen Staatsballett einzustudieren und zur Aufführung zu bringen.
Für seine Rolle als Wanderer in Tim Plegges Stück „Die Winterreise“ erhielt Ramon John 2018 den bundesdeutschen Theaterpreis „Der Faust“ als bester Tanzdarsteller des Jahres; John gehört zum festen Ensemble des Hessischen Staatsballetts.